# スモールボール
スモールボール (small ball) は、野球における戦略の一つである。機動力や小技（バントなど）を特に重視する。スモール・ベースボール (small baseball) とも呼ばれる。対語は、ビッグボール。MLBのロサンゼルス・ドジャースの名スカウト、アル・キャンパニスが『ドジャースの戦法』を著して定型化した。かつてはドジャース戦法と呼ばれ、スモールボールと言われるようになったのは2008年位のことである。

## 概要
攻撃面においては、長打力（本塁打）に依存せず、出塁した走者を犠打、ヒットエンドラン、機動力（盗塁）で確実に次の塁へ進め、安打や犠牲フライで本塁へ生還させ、確実に1点を取ることを理想とする。スモールボールの思想の根幹を担うのが“アウトの生産性”という概念である。スモールボールでは、アウトには生産的なものと非生産的なものの2種類があると考える。生産的アウト（Productive Outs）とは、犠打や進塁打、犠牲フライなど走者を次の塁に進めたり得点をしたアウトのことである。スモールボールでは、いかに生産的なアウトを多くするかを重要視する。これは選手の査定にも反映される。
プロ野球においてスモールボール戦略を採用した場合は、比較的年俸の高騰しやすい長打力の高い打者をたくさん抱え込む必要がないため、予算は抑制できるが、長打力が低いため大量得点は期待できない。セイバーメトリクスによる統計学上の観点から見て、無死一塁から犠打で一死二塁にした場合、1点が入る確率は高まるが、2点以上得点できる確率は下がるため、確実に1点を稼ぐこと（アウトの部分的生産性）に執着して、総獲得点を統計的に下げ、ひいては勝率を下げているとの指摘が存在する。
よって、打線に乏しい一方で守備面においては少ない得点を守りきる、高い守備力や投手力があるチームに適する戦略であると言える。また反対に、投手力および守備力に難があるチームでは逆効果となる。しかし、試合後半で同点や接戦である場合には、確実に点を取りに行く場合に非常に効果的な戦術である。上記の理由から、予算規模の小さいチームや本塁打の出にくい球場を本拠地とするチームで好んで採用するだけでなく、試合終盤にはよく採用される戦術である。

## 歴史
MLBのロサンゼルス・ドジャースのように、伝統的にこの戦略をとり続けるチームも存在する。スモールボールの歴史は古く、1890年代の最強チームであるボルチモア・オリオールズ（※現存するボルチモア・オリオールズとは全くの別物）がヒットエンドランやボルチモア・チョップなど新しいスタイルを完成させ、1910年代まではボール反発力が低く粗悪なものであったため、極めて長打が出にくい状況（デッドボール時代）だったので、全てのチームが基本戦術として採用していた。当時の主力選手ジョン・マグローは、このようなスタイルをインサイド・ボール（頭脳的野球）と呼んでいた。
1920年代に入ると、ボール反発力が上がったことによりホームラン時代が幕開けし、それ以降、2008年現在に至るまでビッグボールがMLB全体の主流になったわけであるが、「ステロイド時代の終焉」と歩調を合わせるかのように、かつてのドジャース戦法が最近になってスモールボールと名を変えて、一躍脚光を浴びることになった。ロサンゼルス・エンゼルスは2002年に球団史上初のワールドシリーズを制覇したのみならず、2004年から2007年までの4年間に3度の地区優勝を果たし、今やスモールボールの代名詞的存在となっている。なお、エンゼルスが「現在最もスモールボールを効果的に活用している」と言われるようになった背景には、首脳陣の存在の大きさがある。マイク・ソーシア監督は現役時代及び指導者として通算22年間をドジャースで過ごし、他に当時のコーチ陣もディノ・イーベル三塁コーチが17年、ミッキー・ハッチャー打撃コーチとロン・レニキーベンチコーチが13年、アルフレッド・グリフィン一塁コーチが4年、それぞれドジャースの組織内に所属していた経験がある。彼らが選手・指導者として学んで来たスタイルは、ドジャース戦法 ＝ スモールボールである。また、2005年にはシカゴ・ホワイトソックスが本塁打の出やすい本拠地球場ながらこの戦略に方針転換し、ワールドシリーズを制した（ただし、MLB全体で5位となる200発もの本塁打を放ったこの年のホワイトソックスが、純粋な意味でスモールボールの実践例と見られるかは、後述のV9時代の巨人同様賛否両論ある）。
ただし、以前ほどではないにせよ、打高投低・打撃戦傾向が続いている2008年時点のMLBにあってはビッグボールの有効性が依然として高く、八・九番打者ですらパワー・ヒッターがざらにいる現代のMLBにはスモールボールはフィットしない、とも言われている。実際、2007年度シーズンの統計では、本塁打が出た試合では30チーム中27チームが勝ち越しており、逆に本塁打なしでは全チーム負け越している。その点については、スモールボールの総本山と見なされるエンゼルスで指揮を執るソーシア監督も、「スピードを積極的に駆使して来たのはパワー不足に一つの要因があるからで、スラッガーが揃っているならその必要性は薄まる」とスモールボールの限界を認めている。

## 日本における「スモールボール」
日本では、読売ジャイアンツの川上哲治監督（1961年 - 1974年）が「本場・アメリカ仕込みの野球」としてドジャースの戦術を導入しようとしたことで知られ、また後述するように学生野球にもスモールボールが用いられることは多く、スモールボールは日本人の野球観に多大な影響をもたらしてきた。
この影響で、“小技（犠打など）、機動力を駆使した野球こそ至上（あるいは美徳）であり、長打力に頼る野球は大味であり邪道である”という「ホームラン性悪説」的な固定観念が形成されており、スモールボールといえばバント（犠打）が必須という考えが一般的である。この観念は、スモールボールを駆使した1980年代後半から1990年代前半の西武ライオンズの黄金時代到来によって決定的なものとなった。
ただし、V9時代のジャイアンツは、セリーグの打点王をV9時代を挟む17シーズンにわたって独占したON（王貞治・長嶋茂雄）という稀代の長距離打者が打点を稼いでいたし森祇晶監督時代（1986年 - 1994年）の西武は秋山、清原+外国人の長距離打者（ブコビッチ、バークレオ、デストラーデ）でクリーンアップを固め、多くのシーズンでチーム本塁打数リーグ1位を記録しており（1986年、1987年、1988年、1990年、1992年）、共々厳密な意味ではスモールボールとはいえない、あるいは対照的な野球であるといった意見もある。
また日本でスモール主義が尊ばれている理由の一つに、アマチュア野球が盛んなことが挙げられる。学生野球など一般に、レベルが低くなるほど打線には巧打者・強打者が少なくなると言われ、そうなると連打・長打には期待できず、必然的にスピードと小技に頼らざるを得なくなる。また、それ以上に日本でスモール主義が普及しているのは、高校野球においてスモールボール戦略が必須であることがあげられる。これは日本の高校野球はリーグ制でなく、勝ち抜き制であるからである。リーグ制であれば勝ち越すことが重視されるため、統計的に最も獲得平均点が高い戦略が優先される。これに対して、勝ち抜き戦の場合は一度でも負けることが許されないので、必然的に勝つことより負けないことを第一に考え、安全に（統計的に偏差が少ないように）点を取りにいき守備のエラーを最小限に抑える戦略が支配的となる。また、このような環境では多くのチームがスモール主義に近い戦略をとるので、スモール主義の欠点が露呈しにくい。ほとんどのプロ選手が日本の甲子園（勝抜き戦）を頂点とする高校野球を通過するので、自然にスモール主義が日本の選手に固定観念として染み付く結果となっている。また、前述したアマチュアで支配的なスモール主義の影響から、日本人のファンやスポーツ記者の間では、スモール主義が一戦略に過ぎないということが意識されないほど浸透しており、これに反する采配が失敗すると大いにそれを叩き、逆に過度に安全パイを狙う戦略には寛容であるという土壌も影響している。
スモールボールという概念（言葉ではない）が日本の文献で確認できる事例が1977年の大和球士著『真説日本野球史 昭和篇 その1』の中にある。1929年の第15回全国中等学校優勝野球大会（現在の全国高等学校野球選手権大会）で、広島商業が二度目の全国制覇を果たしたことを書いた記事（73–79頁）に「人々の注目も浴びずに静かに勝ち進んできたのが広島商業であった（中略）準決勝に進んだとき、やっとネット裏では、広商が大正13年の第10回大会で優勝したときのコーチ石本秀一が、久し振りでコーチに帰り咲いていることを思い出したのであった。広島の勝ちっぷりが余りにも地味で、余りにも堅実なので、どこに強さを求めていいのか、ネット裏の専門家たちさえ迷っている状態だったが、準決勝で鳥取一中に5対1と勝ち、この試合で無失策の好守をするに至ってようやく、実に均整のとれたチームだと、広商の特長を発見した」などと書かれている。黎明期の中等野球は大エースありきの大味な野球だった。この記述から当時の野球は守備を重視するような野球が勝利に繋がるとは誰も考えていなかったことが分かる。広島商業は堅実な守備にバントや足攻（機動力）を駆使した緻密で隙のない戦術を熟成させ、いつしかこれを「広商野球」と呼ぶようになった。「広商野球」といえば、今日いうスモールベースボールの代名詞である。1973年の春選抜準決勝で怪物・江川卓をヒット2本で倒した「広商野球」はその集大成として伝説的に語られている。江川は「こういう緻密な野球があるのを初めて知らされた試合でした。勉強になりました」「それまで野球とは力いっぱい投げて打つという単純な競技だと思っていたけど、広商の野球を目の当たりにして負けた悔しさより"こういう野球もあるんだ"と感じました。広商の野球は出塁したら相手のスキをうかがって足を使い、たとえ三振しても球数を投げさせる。2失点も8四死球も記憶にない。全国レベルの野球の高さを知ったというのがホンネです」などと話した。1983年の白川進著『俺たちの蔦野球ー子供たちはついてきたー』219頁に「コツコツ点を取って守り切るという従来の甲子園戦法のような広島商…」という記述が見られる。『野球太郎』2013年春号の『広商野球部あるある』という記事に「精神野球の代名詞・広商」「2ストライクからバントのサインが出ても決められる自信がある」「必死に練習していたトリックプレーを、結局公式戦で一度も使わなかった」「トリックプレーが高度すぎて、審判がついていけない」などと書かれている。「広商野球」は代表的な甲子園戦法として語られる。また春夏の甲子園大会に出場する広島商業以外の広島代表も同じような野球をすること、プロ野球の広島東洋カープが同じような野球で強くなった1980年代頃から、高校野球の広島代表やカープが実践するそのような野球に対して「広島野球」と呼ぶようになった。「広島野球」というフレーズは慣用句のようになっており、今日では「スモールベースボール」とほぼ同じ意味で使用されている。都道府県名がそのまま野球スタイルになっているのは「広島野球」しかない。『読売新聞』1988年2月21日付「ロッテ拙攻拙守 春まだ…"広島野球"と好対照」本文「ち密な野球を目指すロッテの春はまだ遠い、好機を確実に生かす打撃、相手にスキを与えない守備を口すっぱく説いている有藤監督…」、『朝日新聞』1989年3月26日付「日立工、きょう京都西戦 両校の監督対談 選抜高校野球 茨城」本文「宮本晴夫日立工監督は『三原新二郎監督は広陵にいたこともある、広島野球をする人だが、私自身も広島野球を目標に指導してきた。うちのチームはスター選手もおらず、相手のちょっとしたミスを得点に結びつけていく手堅い野球しかできない』」、『中日新聞』1991年10月22日付「入念、連係プレー 西武」本文「西武・森祇晶監督は『想像もしない守備体形を広島は敷いてきたが、術中にはまったとは思っていない。広島野球は見極められたと思う』」、『毎日新聞』1993年2月23日付「〔キャンプ点検〕プロ野球 広島 やっと解消『4番不在』」本文「『少ないヒットでも点を取るのが広島野球』と正田耕三は話す。機動力を生かしたち密な攻めを磨く実戦打撃練習が、ミスには『罰則』つきの中で着実に進む」、『産経新聞』1994年10月21日付「【キーボード】ダイエー王政権 豪快プラスち密さ 赤ヘルのエキスも注入」本文「打ち勝ちねじ伏せることにダイエーは価値観を見いだしてきた。豪快な方法論には華がある。しかし、もろさも同居し、真の常勝チームとはなりえない。王監督を迎え、浮かび上がってきたのが、持ち前の豪快さに広島野球のち密さを注入することだった。苦い思い出がそうさせたのだろう。巨人監督時代の3年目、1986年のことだ。8月27日の時点で2位広島に5.5ゲーム差をつけて首位を独走。逃げ切りと思われたが、ノーヒットで1点を取り、その1点を守り切る広島野球に敗れ、最後の最後に優勝をさらわれた。スキのない野球が痛いほど心に残り、7季ぶりにユニフォームを着ることになった今、その必要性を強く感じたのは自然の成り行きで、4人の新コーチのなかで、特別人脈があったわけでもない広島OBを3人も招集したのはその期待の現れだ」、『毎日新聞』1996年4月9日付「〔スポーツ万華鏡〕プロ野球広島の『いちずな野球が魅せる』」本文「広島–中日の開幕三連戦。小差の試合になれば、韓国球界の英雄・宣銅烈が登板してくるはずであり、各チームにとって彼との対決は今シーズンの大きな焦点でもある。その初めての対戦相手がスキなく、したたかな広島打線がいかに立ち向かうか、初戦、いきなりその場面が訪れた。中日1点リードの九回裏、星野監督は『待ってました』とばかり宣を投入したが、広島得意の機動力野球で足攻に慣れない宣の弱点を突いた。広島は第3戦でも宣を揺さぶり、緩慢なバント処理を見せた宣のフィールディングのまずさを暴いたが、その対決は予想通り緊迫感溢れるものだった。宣は広島野球のしつこさ、しぶとさを思い知らされたに違いない。広島というチームの特徴は、試合を諦めないそのいちずさ、投げられたボールをとにかく強く叩こうという打席での真剣さにあり、失礼ながら野球に取り組む姿は、高校野球のそれを見ているようなのだ」、『毎日新聞』1997年8月6日付「第79回全国高校野球 監督の一言」本文「桐蔭学園・土屋恵三郎監督『神奈川県ではさまざまなタイプのチームと対戦してきたので、相手の如水館が広島野球といっても意識しない」、『朝日新聞』1999年7月16日付「底上げ（混戦の時代へ 岡山高校野球事情：4） ／岡山」本文「広島県出身の早川宣広岡山理大附監督は、ち密さが売りの広島野球を岡山が学び、さらに上回った感がある」、『朝日新聞』2000年8月7日付「私が選んだ名勝負 全国高校野球 池田に圧倒された広島野球」本文「大下容子は『いつも広島勢を応援していた私の心に残っているのは、第64回大会で、池田のパワー溢れる山びこ打線が、堅実で巧みな試合運びの広島野球を圧倒したことです。広島野球が死んでしまったみたいで、すごいショックでした』」、『読売新聞』2004年9月6日付「〔米大リーグメール〕 ホワイトソックスのペレス、高津救った広島野球」本文「カープに在籍した後、シカゴ・ホワイトソックスで高津臣吾とチームメイトになったティモ・ペレスが、相手の守備隊形を見て、絶妙なセーフティーバントを仕掛けるなど、そつのないプレーは赤ヘル仕込みの野球で高津は『広島野球だね』と唸った」、『毎日新聞』2000年8月12日付「第82回全国高校野球 広島野球に備えて念入りに最後の調整––日生第二 ／三重」本文「足を使って相手をかき回す『広島野球』に備えてバント処理、ランナーを置いての打撃、守備練習などを念入りに行った…日生第二は3月下旬に広島に遠征し、5戦全勝の成績。選手たちに『広島野球』への苦手意識はない」、『産経新聞』2015年12月18日付「【猛虎伝・昭和60年『奇跡』の軌跡】（22）広島死闘編（四） ついに見つけた 『オレたちの野球』」本文「事件は4–4の同点で迎えた八回に起こった。二死三塁。ここで前夜、4000塁打と450本塁打のダブル記録を達成した『鉄人』衣笠が打席に入った…まさかのセーフティーバントだ。これでもか、これでもか見せつけられる"広島野球"。この1年を振り返ったときほとんどの選手が、この日の試合を『広島を超えた日』に挙げた。岡田彰布『あの試合からやなぁ。ウチの本当の相手は広島やないって思うようになったんは。こんな野球して勝って、何が嬉しいんや、とね』 掛布雅之『寂しかった。いくら勝てるといっても、衣笠さんがあんなプレーで喜んだと思うと。あのプレーにプロ野球の"夢"が見えたか?』 真弓明信『あの試合から広島に負けても悔しくなくなったよ。最後には必ずオレたちの野球が勝つと思っていたから』猛虎たちが自分たちの目指す野球を見つけた瞬間だった」、『産経新聞』2016年6月30日付「【直球勝負】『超変革』 理想は広島野球? 積極的な足攻セ・リーグ独走」など、多数の文献で『広島野球』という言葉の使用が見られる。"広島野球"の創始者は石本秀一であるが、石本がスモールボール的戦術をどこから発想したのかについては、石本の伝記を刊行した西本恵は堅実な商業学校出身という事が関係していると論じている。また石本は日系二世の腰本寿を崇拝していたといわれる。先述した70年代から80年代にかけて、広島カープの黄金時代を創った古葉竹識は濃人渉の、野村克也は鶴岡一人からの強い影響を受けたことを話しており、濃人、鶴岡は石本の弟子筋にあたり、稲垣人司は直系の弟子。石本とともにカープの創設に参画した白石勝巳が、カープ監督時代の1964年に読売ジャイアンツの王貞治対策として考案した「王シフト」は、V9前夜の巨人を相手に弱者の兵法に徹したカープのスモールボール的発想から生まれたものである。また根本陸夫や、関根潤三、上田利治、広岡達朗らも広島で指導者としてのキャリアを積んだ。日本野球の底流の一つに『広島野球』とスモールボールがある。2023年に野球日本代表の監督に就任した井端弘和は、堀越高校時代の桑原秀範、亜細亜大学時代の内田俊雄と2人の広島商業OBに小技を極め、精神力を鍛え抜く、いわばスモールベースボールを7年間で骨の髄までたたき込まれた。井端の源流も広商野球にあった。
2006年のWBC日本代表監督である王貞治は、投手を中心とした守備を重点においた機動力重視のスモールベースボールを標榜した（ただし、WBC開幕直前にスローガンを「ストロング&スピーディー」に変えている）が、実際にはバントの要素ばかりを意識しすぎてしまい、バントの苦手な長距離打者にもバントを指示して自滅するなど、ちぐはぐな采配が目立った。結局、準決勝・韓国戦の決勝点に象徴されるようにバントミスを長打で取り返すという展開となった。しかし、前述の日本人の野球観やホワイトソックス優勝の影響もあってスモールボール至上論が支配的だった日本のマスコミでは、これを批判的に取り上げるメディアはごくわずかで「スモールベースボールの勝利」と伝えるのが大半だった。